# 巧合
巧合是指没有明显的因果关系但同时发生的事件或情况。经历巧合可能会导致经历者声称遇到超自然、神秘或灵异事件，也可能会导致经历者相信宿命论，宿命论认为事件会按照预定计划准确发生。一般来说，由于缺乏更复杂的解释，经历巧合可能引发民间心理学和哲学的产生。
从统计学的角度来看，巧合是不可避免的，而且往往没有直观看起来那么引人注目。通常，巧合是概率被低估的偶然事件。例如生日问题，它表明在只有23个人的群体中，两个人生日相同的概率已经超过50%。生日问题的概括是数学建模巧合的关键工具。